# Jari Koskela
Pour les articles homonymes, voir Jari et Koskela.
Jari Jukka Hannu Koskela (né le 11 mars 1956 à Kankaanpää) est un homme politique finlandais.

## Biographie
Jari Koskela est sorti en 1977 du lycée de Kankaanpää.
Jari Koskela obtient un diplôme en économie de l'Université d'Uppsala en 1982, une maîtrise en théologie de l'Université d'Helsinki en 2002 et un doctorat en politique sociale de l'Université de Kuopio en 2012.
La thèse de Koskela portait sur la gestion du divorce du point de vue des hommes.
En dehors de la politique, Jari Koskela a travaillé comme pasteur.
Il a également été directeur des exportations de l'usine de chaussures Koskela.

## Carrière politique
Jari Koskela a été élu conseiller municipal de Kankaanpää aux élections municipales de 2021.
Jari Koskela a été élu député du parti des Finlandais lors des élections législatives finlandaises de 2019 dans la circonscription du Satakunta puis réélu aux Élections législatives finlandaises de 2023.